# Campeonato Sul-Americano de Atletismo Júnior de 1986
O Campeonato Sul-Americano de Atletismo Júnior de 1986 foi a 18ª edição da competição de atletismo organizada pela CONSUDATLE para atletas com menos de vinte anos, classificados como júnior ou sub-20. O evento foi realizado em Quito, no Equador, entre 13 e 16 de setembro de 1986. Contou com cerca de 201 atletas de nove nacionalidades distribuídos em 37 eventos.

## Medalhistas
Esses foram os resultados do campeonato.

### Masculino
| Evento                      | Ouro                       | Ouro      | Prata                             | Prata     | Bronze                     | Bronze    |
| --------------------------- | -------------------------- | --------- | --------------------------------- | --------- | -------------------------- | --------- |
| 100 metros                  | Luis Smith (PAN)           | 10.31Aw   | Gerardo Meinardi (ARG)            | 10.49Aw   | Oscar Fernández (PER)      | 10.63Aw   |
| 200 metros                  | Luis Smith (PAN)           | 21.20A    | Gerardo Meinardi (ARG)            | 21.32A    | Washington Rodrigues (BRA) | 21.38A    |
| 400 metros                  | Washington Rodrigues (BRA) | 47.82A    | Sérgio Clério Jorge Moreira (BRA) | 48.78A    | Milton Alvear (PAN)        | 49.24A    |
| 800 metros                  | Antônio dos Santos (BRA)   | 1:54.54A  | Clodoaldo do Carmo (BRA)          | 1:54.57A  | Ricardo Morrison (PAN)     | 1:57.48A  |
| 1 500 metros                | Herder Vásquez (COL)       | 4:07.7A   | Manuel Balmaceda (CHI)            | 4:07.7A   | Clodoaldo do Carmo (BRA)   | 4:11.4A   |
| 5 000 metros                | Néstor Jami (ECU)          | 15:35.73A | Herder Vásquez (COL)              | 15:55.45A | Jorge Chancusig (ECU)      | 15:58.60A |
| 10 km marcha atlética       | Sergundo López (COL)       | 46:55.5A  | Juan Rojas (ECU)                  | 47:31.4A  | Antônio Köhler (BRA)       | 51:35.7A  |
| 2 000 metros com obstáculos | Juan José Castillo (PER)   | 6:12.0A   | Wander Moura (BRA)                | 6:16.5A   | Eddy Punina (ECU)          | 6:18.1A   |
| 110 metros barreiras        | Miguel Saldarriaga (COL)   | 14.83A    | Juan Phillips (PAN)               | 15.10A    | Javier del Río (PER)       | 15.13A    |
| 400 metros barreiras        | Gonzalo González (VEN)     | 53.89A    | Cristián Courbis (CHI)            | 54.02A    | Fábio Aleixo (BRA)         | 54.25A    |
| 4×100 metros estafetas      | Brasil                     | 40.62R    | Venezuela                         | 41.25A    | Argentina                  | 41.57A    |
| 4×400 metros estafetas      | Brasil                     | 3:15.97A  | Equador                           | 3:18.73A  | Argentina                  | 3:19.65A  |
| Salto em altura             | José Luís Mendes (BRA)     | 2.20A     | Fernando Moreno (ARG)             | 2.12A     | Hugo Peyrel (ARG)          | 2.06A     |
| Salto com vara              | Miguel Saldarriaga (COL)   | 4.60A     | Dean Torres (ECU)                 | 4.40A     | Martín Bossio (ARG)        | 4.40A     |
| Salto em comprimento        | Ricardo Valiente (PER)     | 7.33A     | Winston Ascanio (VEN)             | 7.05A     | Sergio Saavedra (VEN)      | 6.99A     |
| Salto triplo                | Sergio Saavedra (VEN)      | 15.87A    | Winston Ascanio (VEN)             | 15.25A    | Luiz Teixeira (BRA)        | 15.57A    |
| Arremesso de peso           | Alberto Auad (ECU)         | 16.81A    | Fernando Figueirêdo (BRA)         | 16.39A    | Ricardo Romero (ARG)       | 15.98A    |
| Lançamento de disco         | Fernando Figueirêdo (BRA)  | 45.40A    | Gerardo Piñero (ARG)              | 44.74A    | Ramón Jiménez (PAR)        | 44.68A    |
| Lançamento do martelo       | Adrián Marzo (ARG)         | 64.88A    | Leonardo Schenone (ARG)           | 58.08A    | Roberto Lozano (COL)       | 55.56A    |
| Lançamento do dardo         | Luis Carrasco (VEN)        | 65.34A    | Feliciano Alvarado (VEN)          | 60.48A    | Fernando Peñafiel (ECU)    | 59.02A    |
| Decatlo                     | Rubén Bortolín (ARG)       | 6286A     | Dilermando Alves (BRA)            | 6047A     | Dean Torres (ECU)          | 5910A     |

### Feminino
| Evento                 | Ouro                      | Ouro     | Prata                   | Prata    | Bronze                     | Bronze   |
| ---------------------- | ------------------------- | -------- | ----------------------- | -------- | -------------------------- | -------- |
| 100 metros             | Cruezimar Gomes (BRA)     | 12.06A   | Ximena Restrepo (COL)   | 12.10A   | Soledad Bacarezza (CHI)    | 12.28A   |
| 200 metros             | Ximena Restrepo (COL)     | 24.08A   | Jupira da Graça (BRA)   | 24.77A   | Milagros Allende (ARG)     | 24.81A   |
| 400 metros             | Marta dos Santos (BRA)    | 55.73A   | Claudia Riquelme (CHI)  | 57.33A   | Adriana Martínez (ECU)     | 57.48A   |
| 800 metros             | Luiza do Nascimento (BRA) | 2:14.04A | Célia dos Santos (BRA)  | 2:22.00A | Mercedes Trujillo (ECU)    | 2:24.80A |
| 1 500 metros           | Luiza do Nascimento (BRA) | 5:01.6A  | Ximena Albán (ECU)      | 5:06.0A  | Jorilda Sabino (BRA)       | 5:11.4A  |
| 3 000 metros           | María Medina (ECU)        | 11:02.9A | Rosmira Poblador (COL)  | 11:18.1A | Ximena Albán (ECU)         | 11:46.4A |
| 100 metros barreiras   | Carolina Gutiérrez (ARG)  | 14.40A   | Clarice Kuhn (BRA)      | 14.58A   | Marise Alvim (BRA)         | 15.11A   |
| 400 metros barreiras   | Adriana Martínez (ECU)    | 62.14A   | Maureen Reyes (VEN)     | 63.49A   | Carolina Schlossberg (ARG) | 66.49A   |
| 4×100 metros estafetas | Brasil                    | 47.04A   | Argentina               | 47.34A   | Equador                    | 49.04A   |
| 4×400 metros estafetas | Brasil                    | 3:52.69A | Equador                 | 3:56.99A | Argentina                  | 3:59.87A |
| Salto em altura        | Clarice Kuhn (BRA)        | 1.75A    | Fernanda Mosquera (COL) | 1.72A    | Nancy Piva (ARG)           | 1.72A    |
| Salto em comprimento   | Ana Martina Vizioli (ARG) | 5.85A    | Renata Coutinho (BRA)   | 5.67A    | Carolina Gutiérrez (ARG)   | 5.59A    |
| Arremesso de peso      | María Grimaldi (ARG)      | 12.16A   | Ana Viglione (ARG)      | 11.35A   | Elvira Ruiz (PER)          | 11.07A   |
| Lançamento de disco    | Elvira Ruiz (PER)         | 42.58A   | Cristine Neher (BRA)    | 40.22A   | Ruth Martínez (VEN)        | 39.40A   |
| Lançamento do dardo    | Rosemeire Costa (BRA)     | 41.42A   | Cristine Neher (BRA)    | 39.86A   | Claudia Silva (CHI)        | 39.34A   |
| Heptatlo               | Alexandra Dumas (BRA)     | 4382A    | Marleide Leite (BRA)    | 3931A    | Carolina Schlossberg (ARG) | 3892A    |

## Quadro de medalhas (não oficial)
| Ordem | País      | Medalha de ouro | Medalha de prata | Medalha de bronze | Total |
| ----- | --------- | --------------- | ---------------- | ----------------- | ----- |
| 1     | Brasil    | 15              | 12               | 7                 | 34    |
| 2     | Argentina | 5               | 7                | 11                | 23    |
| 3     | Colômbia  | 5               | 4                | 1                 | 10    |
| 4     | Equador   | 4               | 5                | 8                 | 17    |
| 5     | Venezuela | 3               | 5                | 2                 | 10    |
| 6     | Peru      | 3               | 0                | 3                 | 6     |
| 7     | Panamá    | 2               | 1                | 2                 | 5     |
| 8     | Chile     | 0               | 3                | 2                 | 5     |
| 9     | Paraguai  | 0               | 0                | 1                 | 1     |

## Participantes (não oficial)
Uma contagem não oficial produziu o número de 201 atletas de nove nacionalidades: 
| - Argentina (31) - Brasil (48) - Chile (11) | - Colômbia (9) - Equador (45) - Panamá (6) | - Paraguai (2) - Peru (36) - Venezuela (13} |